# Lambert von Tuszien
Lambert († nach 938) war der zweite Sohn des Markgrafen Adalbert II. von Tuszien und der Bertha von Lotharingien. Durch den Tod seines Bruders Guido ohne Erben wurde er 928 oder 929 Graf und Herzog von Lucca und Markgraf von Tuszien.
Im Jahr 931, vor dem 17. Oktober, wurde er von seinem Halbbruder Hugo von Vienne,  dem König von Italien und Sohn Berthas aus ihrer ersten Ehe, geblendet und damit regierungsunfähig gemacht. Den Besitz der Familie, Lucca und die Toskana, gab Hugo anschließend seinem eigenen Bruder Boso, womit die Herrschaft der Bosoniden über Tuszien gegründet wurde.